# Michael Bordt

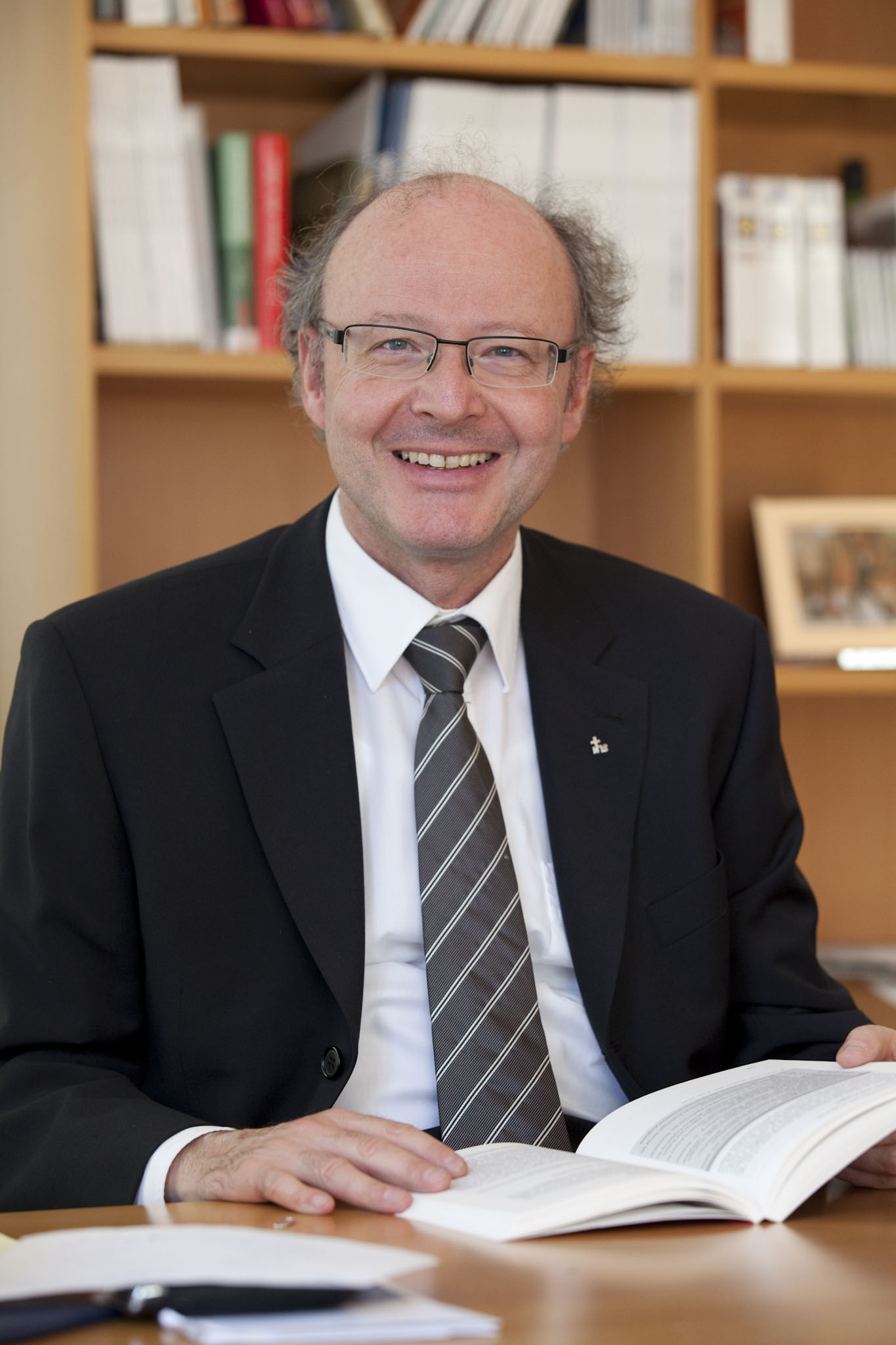
Michael Bordt (2010)

Michael Bordt SJ (* 28. April 1960 in Hamburg) ist ein deutscher Jesuit und Philosoph. Er ist Geschäftsführer des „Instituts für Philosophie und Leadership“ in München.

## Leben
Michael Bordt studierte nach dem Abitur und Zivildienst in einem Heim für körperbehinderte Kinder in Hamburg zunächst Theologie an der Universität Hamburg und der Philosophisch-Theologischen Hochschule St. Georgen, Frankfurt. Nach dem Vordiplom wechselte er zur Philosophie, die er an der Hochschule für Philosophie, München, 1988 mit dem Magister in Philosophie mit einer Arbeit über den Seinsbegriff in Platons Sophistes abschloss.
1988 trat er in den Jesuitenorden ein und beendete sein Theologiestudium an der Ludwig-Maximilians-Universität München und in Frankfurt. 1993 wurde er zum Priester geweiht. Darauf ging er an die Universität Oxford und wurde dort 1997 mit einem Kommentar zu Platons Lysis promoviert. Sein Supervisor war Michael Frede. 1999 gründet er den Münchner Aristoteleskreis, 2001/2 führte ihn ein Forschungsstipendium an die Universität Princeton, 2003 wurde er an der Universität Fribourg mit einer Monographie zu Platons Theologie habilitiert.
Seit 1997 arbeitet Bordt an der Hochschule für Philosophie in München, ab 2004 als Professor für Ästhetik, philosophische Anthropologie und Geschichte der Philosophie (Schwerpunkt Antike); 2022 wurde er als Professor entpflichtet. Von 2005 bis 2011 war Bordt Präsident der Hochschule. Gemeinsam mit Johannes Lober gründete er dort das Institut für Philosophie und Leadership, dessen Aufgabe neben der Lehre und Forschung die Begleitung und Fortbildung von Führungskräften in Spitzenpositionen und Familienunternehmen ist. 2021 löste sich das Institut von der Hochschule ab und ist nun eine gemeinnützige GmbH, deren Geschäftsführer Bordt ist. Von der Karl Schlecht Stiftung gefördert, führt das Institut in Kooperation mit der TU München und dem KIT in Karlsruhe mehrfach im Jahr Akademien für junge Gründer, Startup-ler, Söhne und Töchter von Familienunternehmen und hochbegabte Studierende der MINT-Fächer durch.

## Wirken
Bordts philosophische Bemühungen zielen darauf, existentielle Fragen des Menschseins durch Rückgriff auf Diskussionen innerhalb der analytischen Philosophie (vor allem Wittgenstein) und die Antike Philosophie zu diskutieren. Im Institut für Philosophie und Leadership macht er die große abendländische Tradition der Philosophie und die Spiritualität des Jesuitenordens für die Aus- und Fortbildung von Führungskräften fruchtbar.

## Publikationen (Auswahl)
- Die Kunst unserer Sehnsucht zu folgen. Spiritualität in Zeiten des Umbruchs. Elisabeth Sandmann Verlag, München 2020
- Die Kunst, die Eltern zu enttäuschen. Vom Mut zum selbstbestimmten Leben. Elisabeth Sandmann Verlag, München 2017, ISBN 978-3-945543-39-9; Bonnevoice Hörbuchverlag, München 2017, ISBN 978-3-945095-20-1.
- Die Kunst, sich selbst zu verstehen. Ein philosophisches Plädoyer. Elisabeth Sandmann Verlag, München 2015; Bonnevoice Hörbuchverlag, München 2016, ISBN 978-3-945095-16-4.
- Die Kunst sich selbst auszuhalten. Ein Weg zur inneren Freiheit, München 2013; Bonnevoice Hörbuchverlag, München, 2015, ISBN 978-3-945095-06-5.
- Was ist der Mensch, München, Komplett-Media, 2011.
- Philosophische Anthropologie, München, Komplett-Media, 2011.
- Was uns wichtig ist oder warum die Wahrheit zählt. Gespräche mit Jesuiten über Gerechtigkeit, Verantwortung und Spiritualität (Hrsg.), München 2010.
- Was in Krisen zählt, München 2009, Bonnevoice Hörbuchverlag, München, ISBN 978-3-945095-05-8.
- Platons Theologie, Freiburg 2006.
- Aristoteleś Metaphysik XII. Übersetzung und Kommentar, Darmstadt 2006.
- Platon, Herder-Spektrum, Reihe ‚Meisterdenker‘, Freiburg 1999. (Übersetzung ins Koreanische bei EHAK Publishing Co. [2003])
- Die christliche Antwort auf die existentiellen Fragen des Menschen. Zu Franz von Kutscheras neuer Studie Die großen Fragen - Philosophisch-theologische Gedanken, in: Theologie und Philosophie 77 (2002), S. 110–118.
- Platons Lysis, Übersetzung und Kommentar, in: Ernst Heitsch und Carl Werner Müller (Hrsg.), Platon: Werke. Übersetzung und Kommentar, Bd. V 4, Göttingen 1998 (= Diss.).
- Beweistheorie, Mathematik und Syllogistik. Zum Problem ihres Verhältnisses in Aristoteles? Zweiten Analytiken, in: Theologie und Philosophie 64 (1989), S. 23–53.